# Kalliópi Nikoláou
Kalliópi Nikoláou (grec moderne : Καλλιόπη Νικολάου), née le 26 avril 1937 en Corinthie, est une femme politique grecque.
Membre du Mouvement socialiste panhellénique, elle siège au Parlement européen de 1981 à 1984.